# Sertularia cupressoides
Sertularia cupressoides är en nässeldjursart som beskrevs av Clark 1876. Sertularia cupressoides ingår i släktet Sertularia och familjen Sertulariidae. Inga underarter finns listade i Catalogue of Life.